# هزاع سبيت
هزاع سبيت خاطر الجنيبي (مواليد 9 مارس 2003، لاعب كرة قدم إماراتي يجيد اللعب في الهجوم مع نادي الجزيرة في دوري الخليج العربي الإماراتي .
و هو ابن لاعب منتخب الإمارات السابق سبيت خاطر و شقيق اللاعب خاطر سبيت.

## مسيرة اللاعب
بدأ مع نادي الجزيرة و أعير إلى نادي الظفرة مطلع عام 2024.

## روابط خارجية
- هزاع سبيت على موقع Soccerway.com (الإنجليزية)